# P.O.W
«P.O.W» (англ. Prisoner of War) (укр. Військовополонений) — це третій сингл валлійського металкор-гурту «Bullet for My Valentine» з їх четвертого альбому «Temper Temper». Продюсером виступив Дон Гілмор.

## Про сингл
Офіційна дата виходу синглу — 17 червня 2013, хоча музичний відеокліп був представлений раніше — 24 травня. Також ця композиція не отримала власної обкладинки, як попередні сингли гурту.

Фронтмен Меттью Так так пояснює пісню в коментарі до Track by Track на Spotify:
«P.O.W., що розшифровується як „Prisoner of War“, пісня, що виникла в Таїланді, ми хотіли написати більш хитку пісню, яка не була традиційною для металу, тому ми експериментували з темпами та грувами. Ми написали це досить швидко, як тільки у нас був вступ, який, очевидно, є і приспівом, тоді прийшла решта пісні — і знову ж таки, це не традиційний вид метал-пісні чи подібне, тому що барабанні партії і особливо вокальне виконання — це те, що ми дуже намагалися додати до цього запису. Це звучить як Bullet for My Valentine, але в ньому є нова свіжість».

Він також коротко розповідає про значення пісні:
«Лірично пісня про параліч сну та напади тривоги, тож це якась темна пісня, але вона хороша. Це, безумовно, пісня окремого виду. Вона має надзвичайно помітну мелодію, і це, безумовно, одна з моїх улюблених пісень в альбомі».

## Список композицій
| #  | Назва    | Тривалість |
| -- | -------- | ---------- |
| 1. | «P.O.W.» | 3:53       |

## Учасники запису
Інформація про учасників запису запозичена з сайту AllMusic:
- Меттью Так — вокал, ритм-гітара
- Майкл Педжет — гітара, беквокал
- Джейсон Джеймс — бас-гітара, вокал
- Майкл Томас — барабани